# Jeremy Morin
Pour les articles homonymes, voir Morin.
Jérémy Morin (né le 16 avril 1991 à Auburn, dans l'État de New York aux États-Unis) est un joueur professionnel américain de hockey sur glace évoluant à la position d'ailier gauche.

## Biographie
Joueur réclamé au deuxième tour du repêchage de 2009 alors qu'il évolue avec l'équipe de développement des États-Unis des moins de 18 ans (USDP). Il rejoint par la suite les Rangers de Kitchener de la Ligue de hockey de l'Ontario avec lesquels il reste durant une saison.
Le 24 juin 2010, il est échangé aux Blackhawks de Chicago avec Marty Reasoner, Joey Crabb, un choix de 1er tour au repêchage de 2010 et un choix de 2e tour au repêchage de 2010. En retour les Thrashers reçurent trois joueurs, soit Dustin Byfuglien, Ben Eager, Akim Aliu. Dès la saison suivante, il fait ses débuts au niveau professionnel en rejoignant les IceHogs de Rockford de la Ligue américaine de hockey. Au cours de cette même saison, il se voit être rappelé par les Blackhawks avec qui il dispute neuf rencontres.

## Statistiques
| Saison     | Équipe                          | Ligue      |    | Saison régulière | Saison régulière | Saison régulière | Saison régulière | Saison régulière |    | Séries éliminatoires | Séries éliminatoires | Séries éliminatoires | Séries éliminatoires | Séries éliminatoires |
| Saison     | Équipe                          | Ligue      | PJ | B                | A                | Pts              | Pun              | PJ               | B  | A                    | Pts                  | Pun                  |                      |                      |
| 2006-2007  | Stars de Syracuse               | EJHL       | 45 | 26               | 28               | 54               | 80               | -                | -  | -                    | -                    | -                    |                      |                      |
| 2007-2008  | USDP                            | Ind.       | 35 | 31               | 15               | 46               | 40               | -                | -  | -                    | -                    | -                    |                      |                      |
| 2007-2008  | USDP-18                         | NAHL       | 30 | 17               | 17               | 34               | 26               | -                | -  | -                    | -                    | -                    |                      |                      |
| 2008-2009  | USDP                            | Ind.       | 55 | 33               | 26               | 59               | 107              | -                | -  | -                    | -                    | -                    |                      |                      |
| 2008-2009  | USDP-18                         | NAHL       | 14 | 12               | 15               | 27               | 28               | -                | -  | -                    | -                    | -                    |                      |                      |
| 2009-2010  | Rangers de Kitchener            | LHO        | 58 | 47               | 36               | 83               | 76               | 20               | 12 | 9                    | 21                   | 32                   |                      |                      |
| 2010-2011  | IceHogs de Rockford             | LAH        | 22 | 8                | 4                | 12               | 34               | -                | -  | -                    | -                    | -                    |                      |                      |
| 2010-2011  | Blackhawks de Chicago           | LNH        | 9  | 2                | 1                | 3                | 9                | -                | -  | -                    | -                    | -                    |                      |                      |
| 2011-2012  | IceHogs de Rockford             | LAH        | 69 | 18               | 22               | 40               | 121              | -                | -  | -                    | -                    | -                    |                      |                      |
| 2011-2012  | Blackhawks de Chicago           | LNH        | 3  | 0                | 0                | 0                | 0                | -                | -  | -                    | -                    | -                    |                      |                      |
| 2012-2013  | IceHogs de Rockford             | LAH        | 67 | 30               | 28               | 58               | 86               | -                | -  | -                    | -                    | -                    |                      |                      |
| 2012-2013  | Blackhawks de Chicago           | LNH        | 3  | 1                | 1                | 2                | 0                | -                | -  | -                    | -                    | -                    |                      |                      |
| 2013-2014  | IceHogs de Rockford             | LAH        | 47 | 24               | 23               | 47               | 58               | -                | -  | -                    | -                    | -                    |                      |                      |
| 2013-2014  | Blackhawks de Chicago           | LNH        | 24 | 5                | 6                | 11               | 32               | 2                | 0  | 0                    | 0                    | 2                    |                      |                      |
| 2014-2015  | Blackhawks de Chicago           | LNH        | 15 | 0                | 0                | 0                | 15               | -                | -  | -                    | -                    | -                    |                      |                      |
| 2014-2015  | IceHogs de Rockford             | LAH        | 3  | 1                | 0                | 1                | 2                | -                | -  | -                    | -                    | -                    |                      |                      |
| 2014-2015  | Blue Jackets de Columbus        | LNH        | 28 | 2                | 4                | 6                | 13               | -                | -  | -                    | -                    | -                    |                      |                      |
| 2015-2016  | IceHogs de Rockford             | LAH        | 28 | 9                | 13               | 22               | 24               | -                | -  | -                    | -                    | -                    |                      |                      |
| 2015-2016  | Marlies de Toronto              | LAH        | 13 | 2                | 4                | 6                | 8                | -                | -  | -                    | -                    | -                    |                      |                      |
| 2015-2016  | Barracuda de San José           | LAH        | 18 | 5                | 9                | 14               | 12               | 4                | 0  | 0                    | 0                    | 2                    |                      |                      |
| 2016-2017  | Crunch de Syracuse              | LAH        | 43 | 9                | 12               | 21               | 22               | -                | -  | -                    | -                    | -                    |                      |                      |
| 2016-2017  | Roadrunners de Tucson           | LAH        | 20 | 7                | 2                | 9                | 23               | -                | -  | -                    | -                    | -                    |                      |                      |
| 2017-2018  | Iougra Khanty-Mansiïsk          | KHL        | 43 | 9                | 12               | 21               | 22               | -                | -  | -                    | -                    | -                    |                      |                      |
| 2017-2018  | Stingrays de la Caroline du Sud | ECHL       | 2  | 0                | 1                | 1                | 0                | -                | -  | -                    | -                    | -                    |                      |                      |
| 2017-2018  | HPK Hämeenlinna                 | Liiga      | 7  | 1                | 3                | 4                | 2                | -                | -  | -                    | -                    | -                    |                      |                      |
| 2017-2018  | CP Berne                        | LNA        | 1  | 0                | 0                | 0                | 0                | -                | -  | -                    | -                    | -                    |                      |                      |
| 2017-2018  | SC Rapperswil-Jona Lakers       | LNB        | 10 | 3                | 5                | 8                | 46               | 2                | 1  | 1                    | 2                    | 2                    |                      |                      |
| 2018-2019  | Bears de Hershey                | LAH        | 3  | 0                | 0                | 0                | 2                | -                | -  | -                    | -                    | -                    |                      |                      |
| Totaux LNH | Totaux LNH                      | Totaux LNH | 82 | 10               | 12               | 22               | 69               | 2                | 0  | 0                    | 0                    | 2                    |                      |                      |

### Statistiques en équipe nationale
| Année | Compétition                          |    | PJ | B | A  | Pts | Pun | +/-                |  | Résultat |
| 2008  | Championnat du monde moins de 18 ans | 7  | 6  | 2 | 8  | 6   |     | Médaille de bronze |  |          |
| 2009  | Championnat du monde moins de 18 ans | 7  | 6  | 4 | 10 | 8   |     | Médaille d'or      |  |          |
| 2010  | Championnat du monde junior          | 7  | 2  | 5 | 7  | 0   |     | Médaille d'or      |  |          |
| 2011  | Championnat du monde junior          | 4  | 0  | 1 | 1  | 2   |     | Médaille de bronze |  |          |
| 2015  | Championnat du monde                 | 10 | 0  | 0 | 0  | 0   | -1  | Médaille de bronze |  |          |

## Honneurs et trophées
- 2009-2010 : nommé dans la deuxième équipe d'étoiles de la Ligue de hockey de l'Ontario.

## Transactions
- 2009 : repêché par les Thrashers d'Atlanta (2e choix de l'équipe, 45e au total).
- 24 juin 2010 : échangé par les Thrashers aux Blackhawks de Chicago avec Marty Reasoner, Joey Crabb, les choix de premier et deuxième tour des Devils du New Jersey au repêchage de 2010 (choix acquis précédemment, les Blackhawks sélectionnent avec ces choix Kevin Hayes au premier tour, puis Justin Holl au second) en retour, les Blackhawks cèdent Dustin Byfuglien, Brent Sopel, Ben Eager et Akim Aliu.
- 14 décembre 2014 : échangé par les Blackhawks aux Blue Jackets de Columbus en retour de Tim Erixon.
- 30 juin 2015 : échangé par les Blue Jackets avec Artiom Anissimov, Marko Daňo, Corey Tropp et leur choix de quatrième ronde au Repêchage de 2016 aux Blackhawks de Chicago en retour d'Alex Broadhurst, Brandon Saad et Michael Paliotta.
- 4 janvier 2016 : échangé par les Blackhawks aux Maple Leafs de Toronto en retour de Richard Pánik.
- 27 février 2016 : échangé par les Maple Leafs avec James Reimer aux Sharks de San José en retour d'Alex Stalock, Ben Smith et d'un choix conditionnel de quatrième ronde au repêchage de 2018.